# Vasile Miriuță
Vasile Miriuță (n. 19 septembrie 1968, Baia Mare, România) este un fotbalist român și maghiar retras din activitate, care a jucat pe post de mijlocaș la echipe ca SV Stegersbach⁠(d), Győr și Energie Cottbus. Pe plan internațional, are prezențe la națională pentru Ungaria. După încheierea carierei, a devenit antrenor, și antrenează în prezent pe Politehnica Iași. Este născut în România, dar a jucat pentru echipa națională a Ungariei. În România, țara de origine, a evoluat pentru FC Baia Mare, FC Dinamo București și Gloria Bistrița.

## Cariera de jucător
Miriuță a debutat ca fotbalist pentru FC Baia Mare, apoi a trecut pe la FC Dinamo București și Gloria Bistrița.
Nemaidorind să fie rezervă la Dinamo, Miriuță a plecat în Ungaria la Győri ETO FC. Performanțele sale i-au impresionat pe francezii de la FC Bourges care l-au cumpărat de la maghiari în 1993.
După doar un sezon revine la fosta sa echipă. Fosta finalistă a Cupei UEFA, Videoton FC l-a transferat în 1996. Miriuță a mai jucat la celebra echipă Ferencváros și la Újpest până în 2000 când a ajuns la Energie Cottbus. În 2000, când juca la Cottbus, a bifat prima selecție la naționala Ungariei. După 4 ani la Cottbus se transferă la MSV Duisburg, însă nu se acomodează și se întoarce pentru a treia oară la Gyor.
Fotbalistul își încheie cariera la Honved Budapesta. În 4 ani, cât a reprezentat Ungaria, a bifat nouă meciuri și a înscris un gol.

## Cariera de antrenor
A lucrat trei ani ca tehnician pentru clubul german Energie Cottbus, mai intâi la echipa de tineret (2010-2011), apoi la rezerva (2011-2013).
În 2013 Miriuță a devenit antrenor al echipei Ceahlăul Piatra Neamț, formație ce evolua în Liga I, marcând debutul său ca antrenor al unei echipe din România. Sub conducerea sa tehnică, într-un timp foarte scurt, Ceahlăul și-a întărit lotul prin realizarea unor transferuri sonore, a introdus vitaminizarea și a adus un preparator fizic german, Victor Asamoah, care a pus echipa la punct cu pregătirea fizică. Totodată, nemțenii au reușit să impresioneze, având un start bun de sezon.
Pe baza rezultatelor foarte bune obținute la Ceahlăul, Miriuță a lăsat formația din Piatra Neamț și a semnat cu una dintre cele mai titrate echipe ale României, CFR Cluj, la începutul lui 2014.
În sezonul regulat 2017-18 a antrenat echipa Dinamo București, cu care a terminat pe locul 8 din campionat, echipa ratând playoff-ul.
În 2018, a devenit antrenor la FC Hermannstadt. A salvat echipa de la retrogradare în sezonul 2018-19 din Liga I, apoi a plecat la echipa maghiară Kisvárda FC.
În ianuarie 2020, s-a întors la FC Hermannstadt. A fost demis la 14 iunie 2020, după nouă meciuri în funcția de antrenor, opt în campionat și unul în Cupa României, echipa înregistrând o victorie, patru remize și patru înfrângeri.
În decembrie 2020, Miriuță a fost numit în funcția de antrenor al echipei Minaur Baia Mare din Liga a III-a, echipă la care își începuse cariera de jucător. În primul sezon, Miriuță a dus pe Minaur până în barajul de promovare în Liga II, pierdut în fața echipei Unirea Dej. Din 2021, Miriuță a devenit director tehnic al clubului maramureșean. În 2022, Minaur a promovat în Liga II după ce a învins pe CS Hunedoara, cu scorul de 5-3 la general. În martie 2023, cu Minaur aflată în zona retrogradării în Liga II, Miriuță a revenit în funcția de antrenor principal, dar nu a reușit menținerea în Liga Secundă și a renunțat la funcția de antrenor la finalul sezonului.
În august 2023, Miriuță a fost numit în funcția de antrenor al echipei Chindia Targoviste din Liga a II-a, însă s-a despărțit de Chindia pe cale amiabilă la 15 noiembrie același an.

## Goluri internaționale
| #  | Data           | Stadion                            | Adversar | Scor | Rezultat | Competiție  | Ref.   |
| -- | -------------- | ---------------------------------- | -------- | ---- | -------- | ----------- | ------ |
| 1. | 21 august 2002 | Stadionul Ferenc Puskás, Budapesta | Spania   | 1–1  | 1–1      | Meci amical | [ 13 ] |

## Statistici antrenorat
La 9 decembrie 2014.
| Echipa                | Țara    | Început           | Sfârșit           | Rezultate | Rezultate | Rezultate | Rezultate | Rezultate | Rezultate | Rezultate  |
| Echipa                | Țara    | Început           | Sfârșit           | M         | V         | E         | Î         | GM        | GP        | Victorii % |
| --------------------- | ------- | ----------------- | ----------------- | --------- | --------- | --------- | --------- | --------- | --------- | ---------- |
| Ceahlăul Piatra Neamț | România | 17 iunie 2013     | 25 decembrie 2013 | 20        | 7         | 6         | 7         | 20        | 21        | 35         |
| CFR Cluj              | România | 26 decembrie 2013 | 23 noiembrie 2014 | 37        | 19        | 8         | 10        | 52        | 28        | 51,35      |
| Győr                  | Ungaria | 24 noiembrie 2014 |                   | 6         | 2         | 3         | 1         | 7         | 4         | 33,33      |
| Total                 | Total   | Total             | Total             | 63        | 28        | 17        | 18        | 79        | 53        | 44,44      |